# Voipää
Voipää är en sjö i kommunen Jockas i landskapet Södra Savolax i Finland. Sjön ligger 84,7 meter över havet. Arean är 64 hektar och strandlinjen är 6,99 kilometer lång. Sjön  ingår i Vuoksens huvudavrinningsområde.   Den ligger omkring 22 kilometer öster om S:t Michel och omkring 230 kilometer nordöst om Helsingfors. 